# Matt McCoy
Matt McCoy (ur. 20 maja 1958 w Waszyngtonie, w Dystrykcie Kolumbii) – amerykański aktor teatralny, telewizyjny i producent filmowy.

## Życiorys

### Wczesne lata
Urodzony w Austin, w stanie Teksas, dorastał w Bethesda w Maryland, gdzie w 1974 ukończył Walter Johnson High School. Pracował w Harlequin Dinner Theater w Rockville. Po przeprowadzce do Nowego Jorku, w 1979 uczył się aktorstwa w Neighborhood Playhouse School of Drama, a także dorabiał jako kelner w nowojorskim Hotel Plaza.

### Kariera
Trafił do telewizji w serialu NBC Gorący bohater sandwicz (Hot Hero Sandwich, 1979) i sitcomie ABC Statek miłości (The Love Boat, 1984). Na kinowym ekranie po raz pierwszy wystąpił w komedii Studenckie wakacje (Fraternity Vacation, 1985) u boku Tima Robbinsa i sensacyjnej komedii muzycznej Zwariowany pułk lotniczy (Weekend Warriors, 1986) z Lloydem Bridgesem.
Zwrócił na siebie uwagę rolą sierżanta policji Nicka Lassarda w komedii Akademia Policyjna 5: Misja w Miami Beach (Police Academy 5: Assignment: Miami Beach, 1988) i jej sequelu Akademia Policyjna 6: Operacja Chaos (Police Academy 6: City Under Siege, 1989). W thrillerze psychologicznym Ręka nad kołyską (The Hand That Rocks the Cradle, 1992) wcielił się w postać bezwiednego małżonka. Potem zagrał m.in. w dramacie erotycznym Język smoka (Snapdragon, 1993) z debiutującą w roli aktorskiej Pamelą Anderson i dreszczowcu telewizyjnym Zabójcza rzeka (Dangerous Waters, 1999) z Connie Selleccą. W jednym z odcinków serialu sci-fi ABC The Whispers (2014) wystąpił jako Graham.
W 1985 ożenił się z Mary. Mają troje dzieci: dwie córki Casey i Molly oraz syna Reilly’ego.

## Filmografia

### Filmy fabularne
- 1985: Studenckie wakacje (Fraternity Vacation) jako J.C. Springer
- 1986: Zwariowany pułk lotniczy (Weekend Warriors) jako Ames
- 1988: Akademia Policyjna 5: Misja w Miami Beach (Police Academy 5: Assignment: Miami Beach) jako sierżant Nick Lassard
- 1989: Obcy z głębin (DeepStar Six) jako James 'Jim' Richardson
- 1989: Akademia Policyjna 6: Operacja Chaos (Police Academy 6: City Under Siege) jako sierżant Nick Lassard
- 1992: Ręka nad kołyską (The Hand That Rocks the Cradle) jako Michael Bartel
- 1992: Oczy obserwatora (Eyes of the Beholder) jako Frank Carlyle
- 1993: Samuraj kowbojem (Samurai Cowboy) jako Colt Wingate
- 1993: Białe wilki 2 (White Wolves: A Cry in the Wild II) jako Jake (Pan B.)
- 1993: Język smoka (Snapdragon) jako Bernie
- 1993: Tańcząca z wiatrem (Wind Dancer) jako Jim McDonald
- 1994: Krąg podejrzanych (The Soft Kill) jako Vinnie Lupino
- 1994: Polowanie na Wielką Stopę (Bigfoot: The Unforgettable Encounter) jako Nick
- 1994: Niewierni (In the Heat of Passion II: Unfaithful) jako Steven
- 1995: Tropiciel (Hard Bounty) jako Kanning
- 1996: Trzy ślepe myszy (Sticks and Stones) jako Tata Joeya
- 1996: Transplant (Memory Run) jako Gabriel
- 1996: Szybkie pieniądze (Fast Money) jako Jack
- 1997: Dziecko Wielkiej Stopy (Little Bigfoot) jako szeryf Cliffton
- 1997: Apokalipsa (The Apocalypse) jako Suarez
- 1997: Tajemnice Los Angeles (L.A. Confidential) jako Brett Chase
- 1999: Paszport do Paryża (Passport to Paris) jako Jack Porter
- 2000: To nie może być niebo (Can't Be Heaven) jako Mike
- 2000: Nasz nowy dom (The Newcomers) jako Gary Docherty
- 2001: Monsun (Monsoon) jako Olivier Labelle
- 2001: Beethoven 4 (Beethoven’s 4th) jako Reginald Sedgewick
- 2003: Parasol bezpieczeństwa (National Security) jako Robert Barton
- 2005: Kontrola gniewu (Rebound) jako członek Alumni Association 2
- 2006: Odrażające (Abominable) jako Preston Rogers

### Filmy TV
- 1990: Lot numer 243 (Miracle Landing) jako Doug Torbel
- 1995: Dzieciaki do wynajęcia (Rent-a-Kid) jako Russ Syracuse
- 1996: Mój syn jest niewinny (My Son Is Innocent) jako David Harbin
- 1999: Zabójcza rzeka (Dangerous Waters) jako Bob

### Seriale TV
- 1984: Statek miłości (The Love Boat) jako Billy
- 1988: Napisała: Morderstwo (Murder, She Wrote) jako Todd Wendle
- 1989: Złote dziewczyny (The Golden Girls) jako ojciec Avery
- 1989: Star Trek: Następne pokolenie (Star Trek: The Next Generation) jako Devinoni Ral
- 1991: Pielęgniarze (Nurses) jako dr Harold Miller
- 1993: Prawnicy z Miasta Aniołów (L.A. Law) jako Rick Turner
- 1994: Melrose Place jako DA Quinton Benson
- 1994: The Nanny jako Steve Mintz (sezon 1 odcinek 11)
- 1995: Kroniki Seinfelda (Seinfeld) jako Lloyd Braun
- 1997: Kroniki Seinfelda (Seinfeld) jako Lloyd Braun
- 1997: Niegrzeczni panowie (Men Behaving Badly) jako Jack Brickman
- 1998: Grace w opałach (Grace Under Fire) jako Jack
- 1999: Szpital Dobrej Nadziei (Chicago Hope) jako Jeremy Hofmeister
- 1999: Nowojorscy gliniarze (NYPD Blue) jako Trent Knox
- 2000: Portret zabójcy (Profiler) jako Patrick Hutton
- 2001: Sześć stóp pod ziemią (Six Feet Under) jako Zręczny Dyrektor Pogrzebu
- 2001: Sabrina, nastoletnia czarownica (Sabrina, the Teenage Witch) jako Calvin
- 2003: Prezydencki poker (The West Wing) jako Kongresmen Tom Landis
- 2003: Carnivale (Carnivàle) jako radny Ned Munson
- 2005: Carnivale (Carnivàle) jako radny Ned Munson
- 2005: CSI: Kryminalne zagadki Nowego Jorku (CSI: NY) jako Martin Benson
- 2005−2006: Huff jako dr Bernbaum
- 2006: Reba jako dr Castleman
- 2007: Studio 60 (Studio 60 on the Sunset Strip) jako Russell
- 2007: Trzy na jednego (Big Love) jako Dick Paulson
- 2008: Bez śladu (Without a Trace) jako sędzia Victor Morgan
- 2009: Ocalić Grace (Saving Grace) jako Keith
- 2011: Podkomisarz Brenda Johnson (The Closer) jako Kevin Adams
- 2012: Mentalista (The Mentalist) jako Principal Snyder
- 2012: Touch jako Lamont
- 2012: Zemsta (Revenge) jako Lyle Jameson
- 2014: The Whispers jako Graham Pillstein
- 2015: Dolina Krzemowa (Silicon Valley) jako Pete Monahan
- 2015: Detektyw (True Detective) jako Gillett